# 維吉尼亞歷史三角

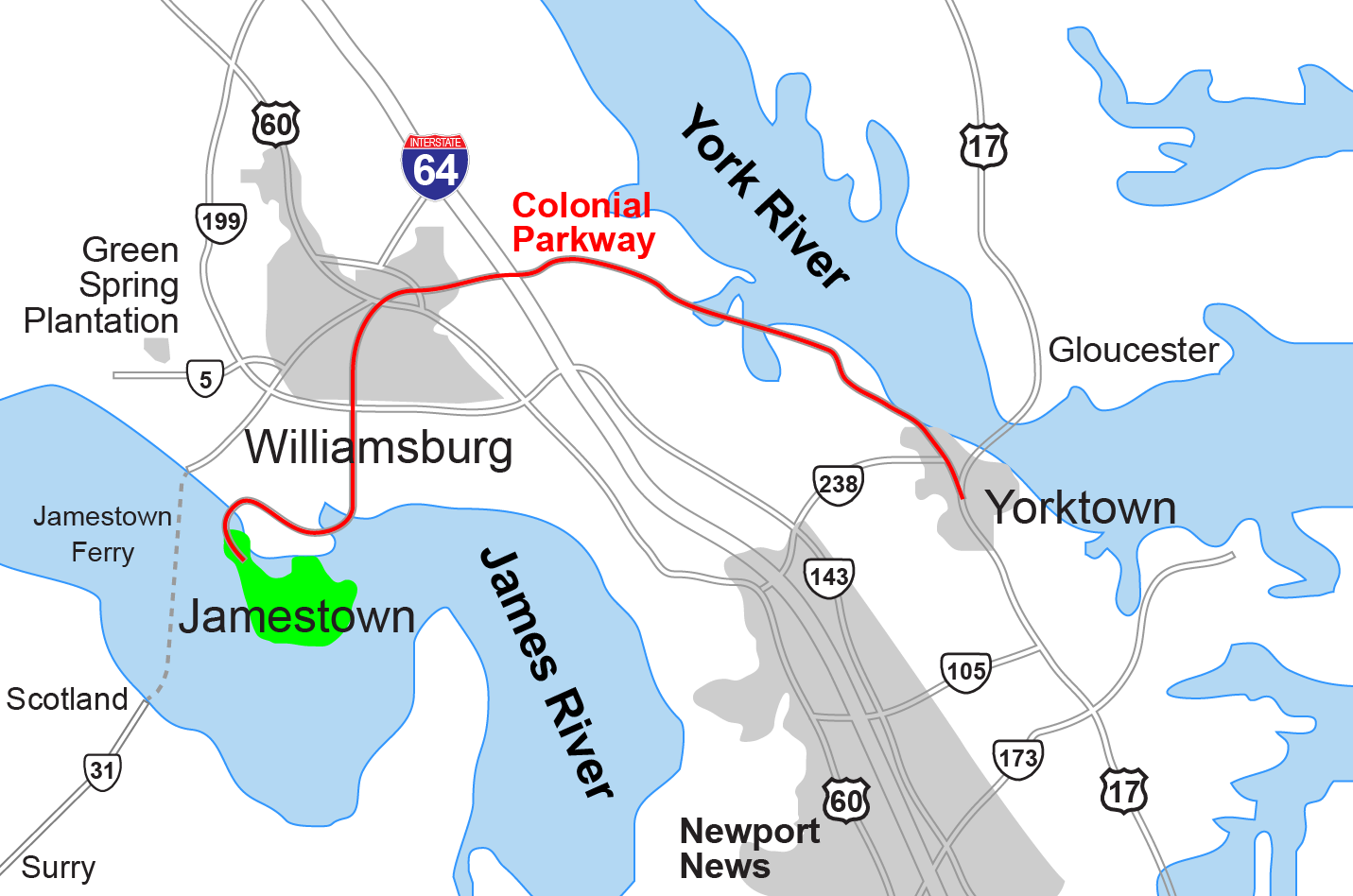
維吉尼亞歷史三角

維吉尼亞歷史三角位於美國的維吉尼亞半島包括了詹姆斯鎮、約克鎮和威廉斯堡三個殖民地社區。這三個殖民地社區形成殖民地大路。

## 殖民地大路簡介
殖民地大路把受保護的三個維吉尼亞的殖民地社區連接起來，當中還有一條供遊客欣賞風景和田園的車行道。車行道經常有野生生物和水鳥沿車行道行走(或橫過它)。
在大路附近的詹姆斯河和約克河末端，有一些家庭允許他們的孩子用麵包餵海鷗。殖民地大路是免費的。

## 詹姆斯鎮的渡輪簡介
詹姆斯鎮的(四個)渡輪(的當中一個)會經過維吉尼亞州際高速公路10|VA 10,和31|VA 31再由蘇格蘭碼頭抵達玻璃議院點(Glass House Point)。當乘客橫渡時，他們必須留下他們的車。詹姆斯鎮的輪渡服務是免費的。

## 詹姆斯鎮簡介
1607年，第一個英國在美國建立的新世界就是詹姆斯鎮。今天，您能參觀詹姆斯鎮節日公園和詹姆斯鎮海島。村莊和殖民地堡壘的休閒，和當前的工作是進行中的考古學站點。 
在詹姆斯鎮的二個主要區域分別是前Jamestown節日公園，(一個活生生的歷史博物館!) 公園裏有由維吉尼亞聯邦管理的複製船。除了詹姆斯鎮海島外，當地還有極具歷史價值的詹姆斯鎮。

## 威廉斯堡簡介
1699年，根據威廉與瑪麗學院學生的建議，維吉尼亞的郡首府從詹姆斯鎮遷往中央種植園。為了紀念英格蘭國王和愛爾蘭國王威廉三世，中央種植園後改名為威廉斯堡。
從1780年起，幾乎150年來，威廉斯堡成了一個被遺忘了的小鎮。直到20世紀初期在牧師博士Goodwin, Bruton Parish Church, Standard Oil等人的努力下， 威廉斯堡不但被保存下來，許多18世紀殖民時代的輝煌的建築都被恢復和重建，而且看起來挺真實,很有特色。它就是殖民地威廉斯堡，現今是一個普遍的旅遊目的地。

## 約克鎮簡介
維吉尼亞歷史三角的第三點是約克鎮，英國Cornwallis 將軍投降的地方，結束了美國革命。

## 外部連結
- 威廉與瑪麗學院 （页面存档备份，存于）
- 殖民地威廉斯堡官方網站 （页面存档备份，存于）
- APVA web site for the Jamestown Rediscovery project
- [永久]
  - 我們何現在在何處發掘? （页面存档备份，存于）
- Jamestown 2007 Celebration （页面存档备份，存于）
- Jamestown Settlement and Yorktown Victory Center （页面存档备份，存于）
- Virtual Jamestown （页面存档备份，存于）
- National Park Service: Jamestown National Historic Site （页面存档备份，存于）
- York County Virginia Local Government （页面存档备份，存于）
- Williamsburg Area Convention and Visitors Bureau - The Official Website （页面存档备份，存于）